# 清水敏允
清水 敏允（しみず としよし、1932年6月27日 - ）は、日本の経営学者、神奈川大学名誉教授。レック株式会社社外取締役監査等委員。
大阪生まれ。1956年上智大学文学部卒、1959年日本能率協会に入る。69年退職。1962年スイスのザンクトガレン大学修士課程で学び、ケルン大学に移り、1970年同経済・社会科学部博士課程修了、博士号取得（1970年2月10日）。獨協大学助教授、教授、福島大学経済学部、同大学院教授、1991年神奈川大学経済学部教授、2003年退任、名誉教授。

## 著書
- 『国際企業論 税務論的接近』東洋経済新報社 1974
- 『工業経営学の基礎』コロナ社 1978
- 『ドイツ経営学 経済破綻の日本は、これに学べ』光文社カッパ・ビジネス 1978
- 『西ドイツの輸出競争力と産業構造』教育社入門新書 時事問題解説 1979

### 翻訳
- ピーター・ドラッカー『明日のための思想』ダイヤモンド社 1960
- ギード・フィッシャー『労使共同経営』ダイヤモンド社 1961
- ギード・フィッシャー『経営経済学』日本能率協会 1962
- 『ドラッカー全集 3 産業思想編 知識社会の構想』林雄二郎編 林雄二郎共訳 ダイヤモンド社 1972
- ウォルター・ボラック『GTの理論と実際 反復部品の加工法とシステム化』建帛社 1974
- E.グロホラ『組織戦略論 組織理論序説』産業能率大学出版部 1985
- ハンス・ラフェー『ラフェー経営学の基本構想』文真堂 1985
- E.グロッホラ『組織理論入門』小田章共訳 文真堂 1989
- ヘルムート・コッホ『意思決定支援としての企業理論』千倉書房 1994
- ハンス・ウルリッヒ,ギルバート・J.B.プロープスト『全体的思考と行為の方法 新しいネットワーク社会の可能性を問う』安西幹夫,榊原研互共訳 文眞堂 1997
- エーリッヒ・フレーゼ『組織デザインの原理   構想・原則・構造』監訳 井藤正信,宮田将吾,山縣正幸,柴田明訳 文眞堂 2010

## 注
1. ↑  『現代日本人名録』